# Елевзински мистерии
Елевсински мистерии (на гръцки: Ἐλευσίνια μυστήρια) се наричат ритуалите в чест на Деметра и Персефона, в Елевсина, град в Атика на около 20 км североизточно от Атина. Според свещената легенда именно в Елевсина Персефона е върната на своята майка, след като е отвлечена от Хадес. Деметра основава мистериите в знак на благодарност.
Последните археологически разкопки позволяват да се възстанови голяма част от историята на светилището. Изглежда Елевсина е била колонизирана към 1850 – 1500 г. пр.н.е., но първото светилище, което е представлявало една стая с две вътрешни колони, поддържащи покрива, е построено през XV век пр.н.е., когато са учредени тържествено мистериите. Те са чествани в Елевсина в продължение на почти две хиляди години и е твърде възможно някои церемонии да са се променили с течение на времето. Елевсинските мистерии били включени в официалния празничен календар на Атина.

## Извори за мистериалните вярвания
Сред изворите, които дават сведения за Елевсинските мистерии, за най-съществен се смята "Омиров химн на Деметра”, разказ за отвличането на Персефона от Хадес, създаден, когато Елевсина все още не била обединена с Атина. Митът разказва как Деметра се скитала по земята и търсела дъщеря си Персефона, която била отвлечена от Хадес – бог на подземния свят. Преоблечена като старица, отишла в Елевсина. Била приета от царя и неговото семейство и останала в двореца да се грижи за малкия царски син. Когато по-късно нейната божественост била разкрита, тя надзиравала строежа на храм в нейна чест и основала мистериите като изкупителна церемония. Не добре запазени надписи дават ценни сведения за празника. При много антични автори и от по-късно време се срещат отделни споменавания на мистериите, повечето от които съдържат данни, допълващи сведенията от останалите извори.
Въпреки че благодарение на античните автори се знае малко повече за отделни ритуали, извършвани по време на мистериите, само може да се предполага за тяхното съдържание и предназначение. Сведенията за тях са малко, понеже са забулени в тайни и само един тесен кръг на посветени са знаели какво се случва. Предполага се, всеки ден се е състояло по едно събитие, като така на всяко събитие се отделяло достатъчно време. По този начин празнуващите излизали от всекидневието и се приобщавали към празничната атмосфера, докато достигнели до посвещение.
Самият произход на думата μύω – затварям (очи и уста) е свързан с получаване на тайно, свещено познание. Мистериалните празници са стари празници, свързани със земеделските обичаи, с природния годишен цикъл, като цяло с природата. Земеделската мистерия е символ на плодородие. Наследени са от една предполисна култура, мистериалните празници остават извън полиса; те са празнични, откъсващи напълно човека от всекидневния живот, за разлика от немистериалните, които все пак запазват нещо от ежедневието. Те имат тайна митология – става дума за езотерични митове, достъпни за ограничен кръг лица – посветените. Има преминаване през степени на посвещаване до достигане на пълното приобщаване към култа, към най-висшата степен на посветеност, когато посветеният стига до най-тайното. Мистериите наблягали на почтеността на посветените, като в замяна на посвещаването се обещавали някои религиозни облаги на тези, които са взели участие. Те не трябвало да споменават съдържанието на ритуалите на посвещаването пред останалите участници. Такова оскверняване се наказвало с даване под съд. Посвещаването на всеки отделен човек образувало общност, която се отделяла от тази на непосветените реално чак след смъртта. В отвъдното съдбите на посветени и непосветени се различавали. В подземния свят непосветените ги очаквал жребий, различен от онзи на посветените. Ако непосветените се превръщали в тъжни сенки, то посветените ги очаквало благополучие и блаженство след смъртта.
В мистериите се редуват дни на веселие, на скръб, на разпуснатост. Има три основни елемента: „дромена“ – извършваните неща; „легомена“ – казваните неща, свещени думи, свещен разказ; „хиера“ – свещени предмети. Божествата, с които са свързани, са божества на промяната, на прехода, стари земеделски божества, с много черти извън гръцката култура. Деметра и Дионис, Хермес и Хефест.
Празникът представлявал свързване на настоящето с миналото, което е определило живота сега. Той съхранявал миналото; чрез напомнянето за него се осигурявала връзката с предците. Нещата, станали в миналото между богове и хора, се повтарят в празничния календар на древните гърци. Така били представяни и преповтаряни страданията на богиня Деметра в Елевсинските мистерии. Театралните представления били елемент на мистериалните празници, докато на обществените се организирали спортни и други състезания. Мистериалният празник създава един различен модел на света, където съществува принципно безсмъртие на душата и блажен живот след смъртта. Така той осигурявал не само връзката с миналото и предците, но и връзката на този свят с отвъдния.

## Двата празника на Елевсинската Деметра
Още през Класическата епоха има сведения за съществуването на Малки и Големи мистерии.
Малките мистерии се провеждат през Антестерион (февруари-март) (точно време не е фиксирано и се сменя понякога, за разлика от това на Големите мистерии). Жреците очистват кандидатите за посвещение, като преди това принасят в жертва на Деметра прасенце.

### Началото на мистериите (Малките мистерии)
Посвещаването започвало с Малките мистерии, които се чествали в началото на пролетта, през месец антестерион (февруари-март). Провеждали са се в Агра (предградие на Атина), и съдържали редица обреди, изпълнявани под ръководството на един мистагог. Първият етап бил условие за участие в големите мистерии. Имало етапи до постигане на пълно посвещаване в мистериите. Ако вземеш участие в обредите през боедромион, може следващата година или по-късно да се върнеш и тогава да стигнеш до последния етап на посвещаване. Тази система от ритуали, която развиват мистериите е крайно сложна. Предполага се, че култът в началото бил доста по-простичък, защото бил местен за Елевсина.
Единствените изисквания за желаещите да се посветят в Елевсинските тайнства са липса на „кръвна вина“ (да не са извършили убийство) и разбиране на гръцки език. Мъже, жени, чужденци и роби са могли да бъдат (и са били) посвещавани.

### Събития по време на Големите мистерии
Големите мистерии се провеждат през Боедромион (септември/октомври) и продължават девет дни. Първото действие (14-и Боедромион) на Големите мистерии е пренасянето на свещените предмети от Елевсина до Елевсиниона, храм в основата на Атинския акропол. Свещените предмети са пренасяни в циста (kiste) и калатос (κάλαθος) – свещено сандъче и кошница с капак. Тяхното съдържание остава известно само на посветените.
Два дни преди началото на празника, на 13-о число, младежите на възраст между осемнадесет и двадесет години (ефеби) отивали в Елевсина, откъдето на следващия ден пренасяли „свещените предмети“. Предметите трябвало да бъдат скрити от непосветените и затова били пренасяни в специални кошници (кистай), вързани с пурпурни панделки. Жриците пренасяли най-важните от тях. Те, заедно с кошниците със „свещените предмети“, били превозвани на каруца. След пристигането при Елевсиниона служител, известен като „чистач“ на Двете Богини, отивал и съобщавал на жрицата на богиня Атина, че „свещените предмети“ вече са пристигнали. Първият ден от Големите мистерии бил на 15 боедромион. Този ден се наричал „агюрмос“ – събиране, защото тогава всички, които искат да бъдат посветени, трябвало да се съберат на агората при „Шарената стоа“ (има вероятност да е била царската стоа, защото тя била седалище на архонта-василевс), където в присъствието на хиерофанта, дадуха и архонта-василевс официално се обявявали свещенодействията. Архонтът-василевс отговарял за старите религиозни култове в Атина; хиерофант бил главният жрец и неговото име било табу, не бивало да се споменава и пише докато е жив; дадухът – главният факлоносец. За посвещаване в мистериите не било от значение нито възрастта, нито полът, нито това дали си свободен гражданин, роб или чужденец. Единствено варварите не били допускани. След това се провеждало изпитване – дали кандидатите не са варвари, дали не са опетнени с кръв, дали не са обвързани с магии, дали върху тях не тегне божие проклятие. След изпитанието следвало очистване на желаещите да бъдат посветени. Самият акт на очистването трябвало да бъде осъществен преди внушителното изпитание на посвещаването.
На 15-и Боедромион, първожреците обявяват началото на ритуалите (prorrhesis).
Церемониите започват в Атина на 16-и Боедромион с ритуално измиване в морето при Фалерон и на жертване на прасенце в Елевсиниона на 17-и Боедромион. За третия ден на празника се знае малко. Той вероятно е бил наричан ιερεια δευρο (”жертвените животни тук”) това бил денят на главното тържествено жертвоприношение на Двете Богини в Атина. Въпреки че този ден се смятал за празничен, не може със сигурност да се каже какво точно е ставало на него.
16 боедромион – известен като „Посвещавани, към морето!“. Очистването се извършвало чрез ритуално изкъпване в морето и напръскване със свинска кръв. Морската сол била традиционно средство за очистване. Често били използвани и жертвени свине за изкупление. На Деметра се принасяли в жертва свине. Всяко животно било специално определено за случая. Посвещаваните изминавали с коли и каруци около тринайсет километра до пристанището Пирея. Достигайки брега те влизали във водата, носейки прасенце. Понеже се плащало такса от просветените за един вид „членство“ в мистериите, властите използвали парите за осигуряване на животното, като те трябвало да пренесат жертвата в морето и да я очистят – чрез потапяне в солената вода. След връщането си в Атина всеки от посвещаваните принасял в жертва своето прасе и бил опръскван с кръвта му. Не е ясно как се правело жертвоприношението – дали чрез цялостно изгаряне на жертвеното животно. Има вероятност после да се е давало угощение с месото на жертвените прасенца. Цялата процедура изглежда по-скоро комична отколкото сериозна. Всъщност този ритуал криел и някои рискове, както един случай, в който посвещаващ се решил да пререже гърлото на своето прасенце, докато бил още във водата в едно от заливчетата на Пирея. Кръвта привлякла хищна риба, която се нахвърлила върху всички и последиците били фатални.
Процесията към Елевсина тръгва от атинския некропол Керамейк на 19-и Боедромион и се движи по т. нар. „Свещен път“ (Hiera Odos). Участниците са увенчани, размахват клонки, на ръцете и краката им са завързани ленти, от време на време надават ритуални викове „Иакхос!“, или „О, Иакхе!“. Иакхос, Вакхос е един от божествените персонажи в Елевсинския култ, епитет на Дионис. Близо до Елевсина, на моста на Елевсинската река Кефисос, процесията спира за изпълняване на ритуално „обиждане“ на високопоставени лица с „мръсни“ думи и изрази (gefyrismoi). Ритуалът напомня за митичния разказ за Иамбе (или Баубо), която с вулгарния си език и жестове разсмяла скърбящата по загубената си дъщеря Деметра.
След пристигането на процесията в Елевсина (по т.нар. „Свещен път“), следва ден на неприемане на храна в чест на постите на Деметра, която отказвала да се храни, докато търси Персефона. На постите се слага край с пиенето на свещена напитка, наречена „кюкеон“, в състава на която вероятно са влизали ечемик, мента (джоджен) и други неизвестни със сигурност елементи. Има хипотези, че тя е включвала и психоактивни съставки.
На 20 и 21 Боедромион кандидатите за мисти и вече посветените влизат в голямата зала на светилището, наречена Телестерион (място за извършване на посветителния обред, където са им показвани свещените предмети на Деметра. Това е най-скритата част от ритуала – на посветените не им е възможно, или им е забранено (според различни преводи) да опишат с думи нещата, които са преживели в Телестериона. Съществува строга забрана подобни ритуали да се практикуват извън стените на Елевсинското светилище и наказанието е смърт или изгнание. За такова деяние е осъден известният атински политик Алкивиад.
Има две хипотези относно случващото се в Телестериона. Според привържениците на първата, жреците разиграват някакво театрално действие, което представя част от свещената легенда за Персефона и Деметра – вероятно пътуването между живота и смъртта и срещата между майка и дъщеря. По време на мистериалната драма е лумвала светлина, която е била видима и извън светилището. Има сигурни сведения за показване и извършване на някакви действия със свещени предмети, сред които ечемичен клас. Втората хипотеза аргументира добавянето на психоактивна съставка в свещеното питие (кюкеон), заради която преживяваното от всеки мист (посветен) се интерпретира като вътрешна видение. Така обясняват тези изследователи запазването на тайната за случващото се по време на посвещаване в продължение на хилядолетие.
След посвещението, в нощта срещу 22 Боедромион, се провежда нощно празнуване „Панихис“ (Панихида), което включва музика, песни, радостни танци. Според някои, танците се провеждат в полетата край Елевсина, наречени Рариански, за които легендата разказва че били първите, на които поникнали житни класове. Според други, девойки танцуват край свещения извор в светилището, който носи името „Калихорос“ – „Изворът на хубавите танци“. Късно същата вечер, или рано на следващата сутрин, се е принасял в жертва бик. На 22 Боедромион мистите честват мъртвите чрез възлияния от специални съдове.
В последния ден от Елевсинските мистерии посветените посвещавали дрехите си на Двете Богини. Идеята, която стои зад тази практика, е, че чрез ритуала, в който са участвали, и дрехите които са носели, стават свещени. Тези, които имали новородени, правели от дрехите пелени. Те смятали, че свещените дрехи ще предпазват бебето от зло.
Макар да е известно, че предният ден бил последният ден от празника, 23-ти боедромион бил смятан за девети ден от Елевсинските мистерии. На този ден се провеждало заседание на съвета на петстотинте в Елевсина.
На 23-ти Боедромион, Мистериите приключват и всички се завръщат по домовете.

## План и архитектура на светилището
Централната сграда на светилището, в която се извършват посвещенията е Телестериона. В средата му се намира постройка от микенската епоха, наречена Анакторон („дворец“). Тя вероятно е достъпна само за първожреците. В анакторона се съхраняват свещените предмети. В светилището е почитана пещера, пред която е издигнат храм на Плутон – господарят на Подземното царство.

## Участници
Има 4 категории участници в Елевсинските мистерии:
- жреци, жрици и хиерофант (върховен жрец)
- мисти, които са разбрали (видели) тайните на великите мистерии на Деметра – епопти
- посветени, които са участвали поне веднъж дотогава – мисти
- посвещаващи се, които преживяват ритуала за пръв път – неофити

По традиция жреците в светилището на Елевсинската Деметра са наследствени, и са представители на два рода – на Евмолпидите (Eumolpidae) и на Кериките (Kerykes). Според една от легендите, Евмолп е тракийски цар, който помага на Елевсинците във войната им с атиняните (която Елевсинците губят). Легендата представя героя като основател на мистериалния култ в Елевсина. Евмолп е митичен герой от типа на Орфей – името му означава „хубавопеещ“.

## История на свещеното място и ритуали
Началото на мистериите се търси в Микенската епоха (около 1500 г. пр. Хр.), тъй като в светилището съществуват архитектурни съоръжения от този период. При управлението на атинския тиран Пизистрат (VI век пр. Хр.), Елевсинските мистерии стават панелински. Мистериите са провеждани ежегодно без прекъсване до IV век сл. Хр., когато светилището е разрушено и опожарено от ревностни християни, и последният хиерофант на Елевсина – Хилариос – е убит.
В близост до светилището, с материали от разрушените антични сгради, е построена раннохристиянска базилика, посветена на св. пр. Захарий. Върху Елевсинския акропол е построена византийска църковна сграда, посветена на празника „Влизане на Богородица в Храма“ (21 ноември). Богородица (на гр. Панагия – Всесветата) естествено става покровителка на мястото, което някога е било свещено на езическата Майка на Боговете – Елевсинската Деметра, и дъщеря ѝ – девата Персефона.
След обединението на Атина и Елевсина теменос (свещен участък) над Агората и под Акропола бил определен за богинята от Елевсина. Той носел нейното име и там била построена сграда – нейно светилище. Ежегодно по време на мистериите „свещените предмети“ (хиера) били пренасяни от Елевсина в Атина, за да престоят известно време там и после да бъдат върнати обратно на тяхното обичайно място. Много вероятно е това пренасяне на „свещените предмети“ от Елевсина в Атина да е опит на атиняните да пренесат култа в Атина, но тъй като Елевсина била много важно място не загубила своето значение в празника, а Атина била признавана за важността си на господстващ град с донасянето на „свещените предмети“.